# Vozvratne, Vasîlkivka
Vozvratne (în ucraineană Возвратне) este un sat în așezarea urbană Pîsmenne din raionul Vasîlkivka, regiunea Dnipropetrovsk, Ucraina.

## Demografie
Componența lingvistică a localității Vozvratne
     Ucraineană (96,43%)
     Rusă (3,57%)
Conform recensământului din 2001, majoritatea populației localității Vozvratne era vorbitoare de ucraineană (96,43%), existând în minoritate și vorbitori de rusă (3,57%).